# Liste der Bischöfe von Montepeloso
Die folgenden Personen waren Bischöfe von Montepeloso (Basilikata, Italien):
- 1059 Der Name des wegen Simonie abgesetzten Bischofs ist nicht überliefert. In der Folgezeit war das Bistum mit Tricarico vereinigt.
- 1093 Gennaro

Das Bistum Montepeloso wird wieder selbständig:
- 1123–1130 Leo

Die Diözese wurde um 1140 aufgehoben. Die folgenden Personen waren als Prioren des Klosters S. Maria Nova auch Rektoren der Kirche S. Maria Vecchia:
- 1193 Armando
- 1220 Benedikt
- 1240 Stephan
- 1250 Giambetto
- 1254 Raimondo
- 1263 Giovanni Braccarde
- 1277 Ugo
- 1308 Bertrando
- 1331 Pietro
- 1370 Giovanni De Baloy
- 1389 Giulio De Bargia
- 1451 Guglielmo De Bargia

Das Bistum war von 1452 bis 1479 mit dem Bistum Andria vereinigt
- 1451 Antonello Minore
- 1461 Antonio Giannotti
- 1463 Ruggiero D’Atella
- 1477 Martino De Sato Maior
- 1479 Donato Eletto

Das Bistum Montepeloso war ab 1479 direkt dem Papst unterstellt (romunmittelbar)
- 25. Juni 1479 Antonio Maffei
- 1482 Giulio Cantelmo
- 1491 Leonardo (oder Bernardo) De Carminis
- 1498 Marco Coppola
- 1528 Agostino Landulfo
- 1532 Giovanni Domenico De Cupis
- 1537 Bernardino Tempestino
- 1540 Pietro Martino
- 1546 Paolo De Cupis
- 1548 Ascanio Ferraro (oder Ferrero)
- 1550 Vincenzo Ferraro
- 1558 Antonio Camaldari
- 1562 Luigi De Coperia (oder Campagna)
- 1573 Lucio Maranta
- 1592 Florestano Pepe
- 1592 Giovanni Gioia-Dragomanno
- 1596 Camillo Scribonio
- 1600 Francesco Ippolito De Massariis
- 1605 Francesco Persico (oder Perusco)
- 1615 Tommaso Sanfelice
- 1620 Carullo
- 1621 Onorio Grifonio
- 1623 Diego Merino, O. Carm. (auch Bischof von Isernia)
- 1626 Teodoro Palleonio (oder Palleone)
- 1637 Gaudio dei Conti Castelli D’Interamme
- 1638 Attilio Orsini
- 1655 Filippo Cesarini
- 1674 Raffaele Riario Di Saono
- 1683 Raffaele Parrillo
- 1684 Fabrizio Susanna
- 1706 Antonio Aiello
- 1718 Domenico Potenza
- 1738 Cesare Rossi
- 1750 Bartolomeo Coccoli
- 5. April 1761 Francesco Paolo Carelli
- 1763 Tommaso Agostino De Simone
- 1792 Francesco Saverio Saggese
- 1797 Michele Arcangelo Lupoli

Fortsetzung folgt unter Liste der Bischöfe von Gravina